# Stellasaurus
Stellasaurus („hvězdný ještěr“) byl rod ceratopsidního dinosaura z kladu Pachyrhinosaurini, žijícího v období svrchní křídy (geologický stupeň kampán, asi před 75,2 milionu let). Jeho fosilie byly objeveny v sedimentech geologického souvrství Two Medicine v Montaně (USA).

## Popis

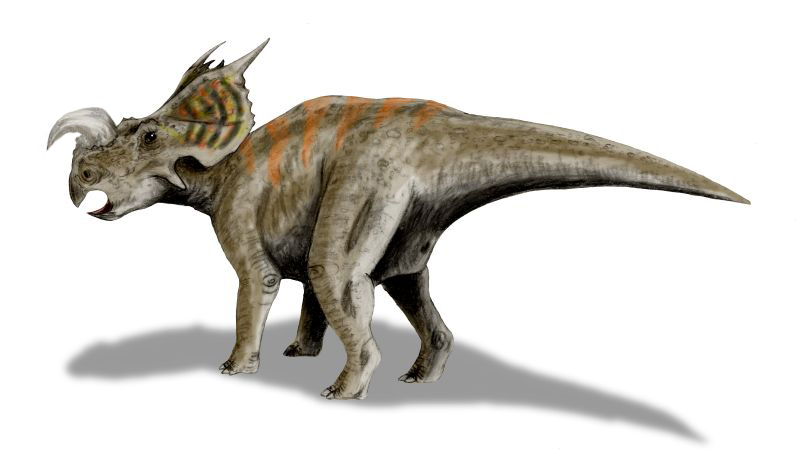
Einiosaurus - blízký příbuzný stellasaura.

Stellasaurus byl zhruba stejně velký jako jeho blízcí příbuzní rodů Styracosaurus a Einiosaurus, dosahoval tedy délky v rozmezí 4,5 až 6 metrů a odhadované hmotnosti kolem 1300 kg. Jiné odhady udávají při šestimetrové délce těla hmotnost až kolem 2000 kg.
Pravděpodobně byl rovněž stádním býložravcem, spásajícím tuhou přízemní vegetaci. Měl masivní rohatou hlavu, která mu zřejmě sloužila jako primární obranná zbraň proti útočícím dravým dinosaurům (zejména obřím tyranosauridům rodů Daspletosaurus a Gorgosaurus, známým z nálezů fosilií v sedimentech stejného souvrství).

## Etymologie
Rodové jméno tohoto dinosaura odkazuje k tvaru ornamentace na jeho lebečním límci (epokcipitální "růžky" ve tvaru hvězdných paprsků), zároveň pak také k písni Davida Bowieho Starman ("hvězdný muž/člověk"), kterou paleontologové při své práci poslouchali. Druhové jméno je poctou preparátorce Carrie Ancellové.

## Objevy a popis
Fosilie tohoto dinosaura byly již roku 1992 označeny za pozůstatky dosud nepopsaného centrosaurina. Později byly zařazeny do rodu Rubeosaurus. V roce 2020 však byla rozeznána jejich odlišnost a byl stanoven nový rod a druh Stellasaurus ancellae. Jednalo se pravděpodobně o přechodný vývojový článek mezi rody Styracosaurus a Einiosaurus, vedoucí vývojově k rodům Achelousaurus a Pachyrhinosaurus. S rodem Styracosaurus sdílel tento taxon množství podobných anatomických rysů, například relativně obří roh v nasální oblasti lebky.